# Mistrzostwa Świata 2015 w League of Legends
Mistrzostwa Świata 2015 w League of Legends – piąta edycja e-sportowych Mistrzostw Świata w League of Legends, która odbyła od 1 października do 31 października w czterech miastach Europy – Paryżu, Londynie, Brukseli oraz Berlinie.
Drużyna SK Telecom T1 pokonała 3:1, drugą koreańską drużynę KOO Tigers. Było to drugie zwycięstwo drużyny SK Telecom T1 oraz trzecie dla Korei Południowej.

## Zakwalifikowane drużyny
W mistrzostwach wzięło udział 16 drużyn: 14 z 5 najważniejszych lig na świecie, oraz dwie dzikie karty.
| Region                   | Region                   | Liga   | Liga   | Pula | Drużyna              | ID  |
| ------------------------ | ------------------------ | ------ | ------ | ---- | -------------------- | --- |
| Europa                   | Europa                   | EU LCS | EU LCS | 1    | Fnatic               | FNC |
| Europa                   | Europa                   | EU LCS | EU LCS | 2    | H2k-Gaming           | H2K |
| Europa                   | Europa                   | EU LCS | EU LCS | 3    | Origen               | OG  |
| China                    | China                    | LPL    | LPL    | 1    | LGD Gaming           | LGD |
| China                    | China                    | LPL    | LPL    | 2    | EDward Gaming        | EDG |
| China                    | China                    | LPL    | LPL    | 2    | Invictus Gaming      | IG  |
| Ameryka Północna         | Ameryka Północna         | NA LCS | NA LCS | 1    | Counter Logic Gaming | CLG |
| Ameryka Północna         | Ameryka Północna         | NA LCS | NA LCS | 2    | Team SoloMid         | TSM |
| Ameryka Północna         | Ameryka Północna         | NA LCS | NA LCS | 3    | Cloud9               | C9  |
| Korea Południowa         | Korea Południowa         | LCK    | LCK    | 1    | SK Telecom T1        | SKT |
| Korea Południowa         | Korea Południowa         | LCK    | LCK    | 2    | KOO Tigers           | KOO |
| Korea Południowa         | Korea Południowa         | LCK    | LCK    | 2    | KT Rolster           | KT  |
| Tajwan, Hong Kong, Makau | Tajwan, Hong Kong, Makau | LMS    | LMS    | 2    | ahq e-Sports Club    | AHQ |
| Tajwan, Hong Kong, Makau | Tajwan, Hong Kong, Makau | LMS    | LMS    | 2    | Flash Wolves         | FW  |
| Dzikie karty             | Brazylia                 | CBLOL  | IWCT   | 3    | paiN Gaming          | PNG |
| Dzikie karty             | Południowa Azja          | GPL    | IWCT   | 3    | Bangkok Titans       | BKT |

## Faza grupowa
W fazie grupowej wystąpiło 16 drużyn, które zostały podzielone na 4 grupy. Drużyny zagrały systemem każdy z każdym do 1 wygranej mapy. 2 najlepsze drużyny każdej grupy awansowały do fazy pucharowej. Mecze zostały rozegrane w Le Dock Pullman w Paryżu.

### Grupa A
| Drużyna              | W | P |
| -------------------- | - | - |
| Flash Wolves         | 4 | 2 |
| KOO Tigers           | 4 | 2 |
| Counter Logic Gaming | 2 | 4 |
| paiN Gaming          | 2 | 4 |

### Grupa B
| Drużyna           | W | P |
| ----------------- | - | - |
| Fnatic            | 4 | 2 |
| ahq e-Sports Club | 3 | 3 |
| Cloud9            | 3 | 3 |
| Invictus Gaming   | 2 | 4 |

Ze względu na ten sam wynik (3W-3L)  ahq i C9 musiały dogrywkę, wygraną przez ahq e-Sports Club. 

### Grupa C
| Drużyna        | W | P |
| -------------- | - | - |
| SK Telecom T1  | 6 | 0 |
| EDward Gaming  | 4 | 2 |
| H2k-Gaming     | 2 | 4 |
| Bangkok Titans | 0 | 6 |

### Grupa D
| Drużyna      | W | P |
| ------------ | - | - |
| KT Rolster   | 5 | 1 |
| Origen       | 4 | 2 |
| LGD Gaming   | 2 | 4 |
| Team SoloMid | 1 | 5 |

## Faza Pucharowa
|  |                                              |                   |                                 |                                 |   |               |                                                    |          |  |  |       |       |       |
|  | Ćwierćfinał                                  | Ćwierćfinał       | Ćwierćfinał                     |                                 |   | Półfinał      | Półfinał                                           | Półfinał |  |  | Finał | Finał | Finał |
|  | Ćwierćfinał                                  | Ćwierćfinał       | Ćwierćfinał                     |                                 |   | Półfinał      | Półfinał                                           | Półfinał |  |  | Finał | Finał | Finał |
|  | 15 października 2015 - Wembley Arena, Londyn |                   |                                 |                                 |   |               |                                                    |          |  |  |       |       |       |
|  |                                              |                   |                                 |                                 |   |               |                                                    |          |  |  |       |       |       |
|  | Flash Wolves                                 | Flash Wolves      | 1                               |                                 |   |               |                                                    |          |  |  |       |       |       |
|  | Flash Wolves                                 | Flash Wolves      | 1                               | 24 października 2015 - Bruksela |   |               |                                                    |          |  |  |       |       |       |
|  | Origen                                       | Origen            | 3                               |                                 |   |               |                                                    |          |  |  |       |       |       |
|  | Origen                                       | Origen            | 3                               |                                 |   | Origen        | Origen                                             | 0        |  |  |       |       |       |
|  | 16 października 2015 - Wembley Arena, Londyn |                   |                                 |                                 |   | Origen        | Origen                                             | 0        |  |  |       |       |       |
|  |                                              |                   | SK Telecom T1                   | SK Telecom T1                   | 3 |               |                                                    |          |  |  |       |       |       |
|  | SK Telecom T1                                | SK Telecom T1     | SK Telecom T1                   | SK Telecom T1                   | 3 | 3             |                                                    |          |  |  |       |       |       |
|  | SK Telecom T1                                | SK Telecom T1     |                                 |                                 |   | 3             | 31 października 2015 – Mercedes-Benz Arena, Berlin |          |  |  |       |       |       |
|  | ahq e-Sports Club                            | ahq e-Sports Club | 0                               |                                 |   |               |                                                    |          |  |  |       |       |       |
|  | ahq e-Sports Club                            | ahq e-Sports Club | 0                               |                                 |   | SK Telecom T1 | SK Telecom T1                                      | 3        |  |  |       |       |       |
|  | 17 października 2015 - Wembley Arena, Londyn |                   |                                 |                                 |   | SK Telecom T1 | SK Telecom T1                                      | 3        |  |  |       |       |       |
|  |                                              |                   | KOO Tigers                      | KOO Tigers                      | 1 |               |                                                    |          |  |  |       |       |       |
|  | Fnatic                                       | Fnatic            | KOO Tigers                      | KOO Tigers                      | 1 | 3             |                                                    |          |  |  |       |       |       |
|  | Fnatic                                       | Fnatic            | 25 października 2015 – Bruksela |                                 |   | 3             |                                                    |          |  |  |       |       |       |
|  | EDward Garming                               | EDward Garming    | 0                               |                                 |   |               |                                                    |          |  |  |       |       |       |
|  | EDward Garming                               | EDward Garming    | 0                               |                                 |   | Fnatic        | Fnatic                                             | 0        |  |  |       |       |       |
|  | 18 października 2015 - Wembley Arena, Londyn |                   |                                 |                                 |   | Fnatic        | Fnatic                                             | 0        |  |  |       |       |       |
|  |                                              |                   | KOO Tigers                      | KOO Tigers                      | 3 |               |                                                    |          |  |  |       |       |       |
|  | KT Rolster                                   | KT Rolster        | KOO Tigers                      | KOO Tigers                      | 3 | 1             |                                                    |          |  |  |       |       |       |
|  | KT Rolster                                   | KT Rolster        |                                 |                                 |   |               |                                                    |          |  |  |       |       |       |
|  | KOO Tigers                                   | KOO Tigers        | 3                               |                                 |   |               |                                                    |          |  |  |       |       |       |
|  | KOO Tigers                                   | KOO Tigers        | 3                               |                                 |   |               |                                                    |          |  |  |       |       |       |

Źródło. Najlepsza czwórka:
| Miejsce | Zespół        | Gracze                   | Gracze                             | Gracze                          | Gracze                     | Gracze                            | Nagrody pieniężne |
| Miejsce | Zespół        | Top                      | Dżungla                            | Środek                          | ADC                        | Wsparcie                          | Nagrody pieniężne |
| ------- | ------------- | ------------------------ | ---------------------------------- | ------------------------------- | -------------------------- | --------------------------------- | ----------------- |
| 1       | SK Telecom T1 | MaRin (Jang Gyeong-hwan) | Bengi (Bae Seong-woong)            | Faker (Lee Sang-hyeok)          | Bang (Bae Jun-sik)         | Wolf (Lee Jae-wan)                | 1,000,000 $       |
| 1       | SK Telecom T1 | MaRin (Jang Gyeong-hwan) | Bengi (Bae Seong-woong)            | Easyhoon (Lee Ji-hoon)          | Bang (Bae Jun-sik)         | Wolf (Lee Jae-wan)                | 1,000,000 $       |
| 2       | KOO Tigers    | Smeb (Song Kyeong-ho)    | Hojin (Lee Ho-jin)                 | Kuro (Lee Seo-haeng)            | PraY (Kim Jong-in)         | GorillA (Kang Beom-hyeon)         | 250,000 $         |
| 3-4     | Fnatic        | Huni (Heo Seung-hoon)    | Reignover (Kim Eui-jin)            | Febiven (Fabian Diepstraten)    | Rekkles (Martin Larsson)   | YellOwStaR (Bora Kim)             | 150,000 $         |
| 3-4     | Origen        | sOAZ (Paul Boyer)        | Amazing (Maurice Stückenschneider) | xPeke (Enrique Cedeño Martinez) | Niels (Jesper Svenningsen) | Mithy (Alfonso Aguirre Rodriguez) | 150,000 $         |

## Nagrody
Członkowie zwycięskiej drużyny podnieśli Puchar Przywoływacza, zdobywając tytuł Mistrzów Świata League of Legends 2015. Oprócz tego zdobyli nagrodę pieniężną w wysokości ok. 1 miliona dolarów. Gracz Jang "MaRin" Gyeong-hawn ze zwycięskiej drużyny został wybrany najlepszym graczem turnieju.